# Heinz Rökker
Heinz Rökker (* 20. Oktober 1920 in Oldenburg (Oldenburg); † 2. August 2018 ebenda) war im Zweiten Weltkrieg ein deutscher Militärpilot und später Buchautor.

## Jugend
Heinz Rökker besuchte das Gymnasium seiner Heimatstadt Oldenburg, wo er erfolgreich die Abiturprüfung ablegte.

## Zweiter Weltkrieg
Nach dem Beginn des Zweiten Weltkrieges im Jahre 1939 meldete er sich freiwillig zur Luftwaffe, wo er als Offiziersanwärter zum Militärpiloten ausgebildet wurde.
Die ersten Einsätze erlebte Rökker im Jahre 1942 bei der I. Gruppe des Nachtjagdgeschwaders 2 im Mittelmeerraum. Bei dieser Einheit blieb er bis Kriegsende und kam in Afrika und im Westen zum Einsatz. Er flog die Nachtjagdvarianten der Messerschmitt Bf 110 und der Junkers Ju 88. Mit beiden Flugzeugtypen erzielte er insgesamt 64 Abschüsse. 63 in der Nacht, davon waren 55 viermotorige Bomber. In seiner erfolgreichsten Einsatznacht gelangen ihm sechs Abschüsse.
Das Kriegsende erlebte Rökker als Hauptmann.

## Nachkriegszeit
Heinz Rökker wurde nach Abschluss seines Studiums Lehrer. Außerdem war er in der Bundeswehr als Hauptmann der Reserve tätig.
Im hohen Alter erschienen zwei Bücher von ihm im Verlag VDM Heinz Nickel. Eines ist seine Autobiographie, das zweite Buch – die Chronik I. Gruppe Nachtjagdgeschwader 2 I. /NJG 2. Juli 1940 bis Kriegsende 1945 Fernnachtjagd 1940–1942 – behandelt Kriegsereignisse, an denen er beteiligt war.
Nach Ende des Zweiten Weltkrieges wurde er nicht mehr fliegerisch aktiv.

## Auszeichnungen
- Eisernes Kreuz (1939) II. Klasse am 13. Juli 1942[3]
- Eisernes Kreuz (1939) I. Klasse am 14. August 1942
- Ehrenpokal für besondere Leistung im Luftkrieg am 12. Juni 1944
- Deutsches Kreuz in Gold am 13. Juni 1944[1]
- Ritterkreuz des Eisernen Kreuzes mit Eichenlaub[1]
  - Ritterkreuz am 27. Juli 1944
  - Eichenlaub am 12. März 1945 (781. Verleihung)

## Veröffentlichungen
- Chronik I. Gruppe Nachtjagdgeschwader 2 I. /NJG 2. Juli 1940 bis Kriegsende 1945 Fernnachtjagd 1940–1942. VDM Heinz Nickel, Zweibrücken 1997, ISBN 3-925480-24-2.
- Chronik der Tennisabteilung des Oldenburger Turnerbundes 1931-2001. Isensee, Oldenburg 2003, ISBN 3-89995-052-6.
- Ausbildung und Einsatz eines Nachtjägers im II. Weltkrieg – Erinnerung aus dem Kriegstagebuch. VDM Heinz Nickel, Zweibrücken 2006, ISBN 978-3-86619-008-5.